# Nikolai Wassiljewitsch Nowikow
Nikolai Wassiljewitsch Nowikow (russisch Николай Васильевич Новиков; * 25. Januarjul. / 7. Februar 1903greg. in Sankt Petersburg; † 1989) war ein sowjetischer Botschafter.

## Leben
Nowikow studierte bis 1930 am Leningrader Orientalischen Institut, orientalische Volkswirtschaft.
Von 1930 bis 1935 arbeitete er in Einrichtungen der Narkomwneschtorg (Volkskommissariat für Außenhandel) in Moskau und Tadschikistan. Er lehrte am Moskauer Institut für Orientalistik türkische Wirtschaft. Als das Volkskommissariat für auswärtige Angelegenheiten aufgelöst wurde, lehrte er ab 1935 Weltwirtschaft und Weltpolitik am Institut der Roten Professur.
Am 25. Mai 1938 wurde er zum Berater der Abteilung Ost des Volkskommissariats ernannt.
Von 1941 bis 1943 leitete er die Abteilung IV, Europa des Volkskommissariats der UdSSR.
In seiner Amtszeit als Botschafter in Kairo war er auch bei den Exilregierungen von Griechenland und Jugoslawien in Kairo akkreditiert. Ab April 1944 leitete Georgios Papandreou die griechische Exilregierung in Kairo. 1944 bereitete Nowikow die Aufnahme von diplomatischen Beziehungen mit Syrien und dem, am 8. November 1943, entstandenen Libanon vor.
Ab Ende 1944 war er in den USA akkreditiert. In einem Telegramm vom 27. September 1946 an Wjatscheslaw Michailowitsch Molotow zeigte Nowikow den Paradigmenwechsel der US-Außenpolitik von der Monroe-Doktrin zur Truman-Doktrin auf. Am 26. Juli 1947 wurde er von der Regierung von Josef Stalin zu Konsultationen nach Moskau gerufen und kehrte bis zur Berufung seines Nachfolgers, Alexander Panjuschkin, nicht mehr nach Washington zurück.